# Székelyové
Székelyové z Ormosdu a Kövendu (německy Székely von Kövend) byl uhersko-rakouský šlechtický rod s původem v Sedmihradsku. Potomci rodu se usadili na konci 15. století. V 18. století se usadili ve Štýrsku a od té doby si říkali „Zekel“ . Později si také říkali baroni z Friedau podle svého nového dolnoštýrského panského statku Friedau ( maď. Ormosd), (dnes Ormož ve Slovinsku).

## Dějiny rodu
Podle legendy byl předek rodu Blažej (Blasius/Blas) Székely spřízněn s legendárním maďarským vojevůdcem Janem (Jánosem) Hunyadim prostřednictvím své manželky, dcery valašského bojara Jana Woika Buthiho a jeho manželky Alžběty Morsinaiové. 5. září 1449 padl Blažej u Košic v bitvě proti českému vojevůdci Janu Jiskrovi z Brandýsa. Zanechal po sobě pět synů a tři dcery.
Jakub, předek štýrské linie, se narodil jako druhý nejmladší syn Blažeje Székelyho kolem roku 1440 v Kövendu v Sedmihradsku. Většinu života strávil ve vojenské službě, bojoval jako uherský generál, nejprve za svého strýce Jana Hunyadiho a později za jeho syna, uherského krále Matyáše Korvína, svého bratrance. Jakub se zvláště vyznamenal ve válce proti císaři Fridrichu III. o uherskou korunu, která zuřila více než deset let (1477–1490) a v níž dobyl města Radkersburg a Ptuj. Za to ho král Matyáš jmenoval kapitánem těchto významných pevnostních měst a udělil mu v léno několik panství jako Friedau a hrad Ankenstein.
Po smrti krále Matyáše (1490) následoval Jakub Székely nejprve knížete Jana Korvína, ale brzy se s ním rozešel a přidal se k Habsburkům. Císař Fridrich III. nakonec mu daroval panství Friedau za 24 000 zlatých a král Maxmilián mu tento majetek v roce 1494 potvrdil. Jakob se poté natrvalo přestěhoval do Friedau a poněmčil své maďarské jméno Székely tím, že vypustil první a poslední písmeno a od té doby si říkal „Zekel“.
Jakub byl ženatý s Markétou, dcerou Mikuláše (Miklóse) Széchyho z Oberlimbachu (maď Felsölendva, dnešní Grad ve Slovinsku), s níž měl dva syny a šest dcer. V roce 1504 zemřel ve věku asi 64 let na svém zámku v Olsnitz (dnes Murska Sobota ve Slovinsku).

## Význační členové rodu
- Jakub (* kolem roku 1440 – 1504), uherský a císařský vojevůdce, kapitán měst Radkersburg a Ptuj.
- Lukáš (1500–1575), císařský vojevůdce, velitel celé vojenské hranice mezi Jaderským mořem a Drávou

## Příbuzenství
Rod Székelyů se během historie příbuzensky spojil s dalšími významnými rody, mezi nimiž byli např.: Széchyové, Bánffyové z Lendavy, Auerspergové, Herbersteinové, Keglevićové z Bužimi, Tschernemblové, Erdődyové, Perényiové, Dobóové z Ruské, Draškovićové, Starhembergové, Thurzové z Betlenfalvy, Pernštejnové ad.